# Murányi Marcell
Murányi Marcell (Budapest, 1967. január 16. –  Budapest, 2021. március 14.) magyar újságíró. Murányi András testvére.

## Életrajz
Murányi Marcell – újságíró szülei pályáját követve – csaknem 25 évig tevékenykedett a magyar sajtóban, ebből több mint egy évtizedet főszerkesztőként jegyzett. Öt könyvet írt; közülük a Szex, celebek, politikusok (3000 őrült nap a Blikk élén) kordokumentumként is értelmezhető, az Apám, ez itt Horthy! pedig izgalmas fikciós regény, amelyben sosem történt meg a Kádár-korszak.
Pályája elején több újságnál jelentkezett kritikáival, tárcáival, riportjaival, interjúival. A '90-es évek közepén dolgozott a rövid életű Képes Európánál, történelmi tematikájú várossorozatot publikált a Népszabadságban, írt az Élet és Irodalomba. Hangulatos, tényszerű, humoros írásai mellett kritikus attitűd jellemezte: az ÉS-ben Elakadásjelző háromszögnek nevezte a Rádiókabaré három fellépőjét, Kaposy Miklóst, Sinkó Pétert és Farkasházy Tivadart. Utóbbi a Hócipő főszerkesztőjeként azonnal munkát kínált neki.
A Hócipő szerzőjeként 1995-ben, Uj Péterrel létrehozta a szatirikus újság „ellenzékét”, az ifjabb Hócipőt később elindította a Neccketrec, majd a Lehoczki Károllyal közös Villanyállat című rovatot, amelyet később Litkai Gergely vitt tovább.
Murányi Marcell a Mai Napnál kezdte napilapos karrierjét: munkatársa, rovatvezetője, szerkesztője, majd – a lap újraindítása után –  2002. február 8. és 2002. július 26. között az újság főszerkesztője volt.
Ezt követően, 2002 szeptembere és 2006 júliusa között a Ringier Hungarynél töltött be vezető pozíciót: előbb a Vasárnapi Blikk felelős szerkesztőjeként, majd – két évig – a kiadó zászlóshajója, a Blikk főszerkesztő-helyetteseként dolgozott.
2006 júliusától 2014 augusztusáig a legnagyobb példányszámú napilap, a Blikk főszerkesztője volt.
A Blikk ebben az időszakban számos rekordot ért el, több társadalmilag fontos aktivitást indított, nem utolsósorban – részben átvéve a csökkenő példányszámú szeriőz sajtó szerepét – közéleti-politikai tartalmaiban is idézett hírforrássá vált.
Az újság 2011-ben két sajtótörténeti csúcsot állított fel. Az első magyar napilap volt, amely 3D-ben publikálta fotóit; a térhatású képek új olvasói-nézői élményt kínáltak az újsághoz kapcsolt szemüveggel. Ezt követően állították elő az óriás Blikket, amely kétszer akkora volt, mint a lap hagyományos mérete (soha ennél nagyobb lapot nem készítettek Magyarországon). A lap példányszáma ebben a periódusban többször elérte a 245 ezret.
Szintén 2011-ben adták át először a Blikk által alapított Az év embere-díjat is: az olvasók szavazatai nyomán, különböző kategóriákban Törőcsik Maritól Gundel Takács Gáborig, Zacher Gábortól a Cseke Eszter, S. Takács András duóig megannyi elismert, közismert embert, továbbá számos civil hőst díjaztak. A kategóriák jelöltjeit kiválasztó zsűriben – Murányi Marcell mellett – helyet kapott Halász Judit, Bárdos András, Gerendai Károly, Rudolf Péter.
Szintén újdonság volt, hogy a 2010-es években nőnapon női főszerkesztő vezette az újságot (Erős Antóniától Liptai Claudiáig). Murányi Marcell főszerkesztősége alatt startolt el a Napraforgó-program is, amellyel a Blikk tehetséges, sanyarú körülmények között élő fiatalokat támogatott.
Újdonságként hatott, hogy ez idő tájt valamennyi regnáló miniszterelnök felkereste a legnagyobb példányszámú napilapot: Gyurcsány Ferenc, Bajnai Gordon, majd Orbán Viktor nem csupán interjú(ka)t adott a Blikknek, hanem válaszolt az olvasók telefonon beérkező kérdéseire is.
A Ringier és az Axel Springer fúziójakor, egyben a Mediaworks megalakulásakor Murányi Marcellt felkérték a Népszabadság főszerkesztőjének: a legnagyobb példányszámú szeriőz napilapot 2014. augusztus 3. és 2015. május 14. között vezette. Elsődleges feladata volt, hogy – jelentős költségcsökkentés mellett – újrapozícionálja a printújságot és a Népszabadság Online-t.
A munkát nem fejezhette be: 2015. március 30-án Budapesten az István utca és a Rottenbiller utca sarkán – a vád szerint – cserbenhagyásos gázolást vétett egy kerékpárossal szemben. Elmondása szerint kanyarodás közben nem vette észre a mellette haladó trolibusz takarásában lévő, védősisak és láthatósági mellény nélkül közlekedő kerékpárost, akit elsodort a családi autó hátsó részével (a kocsin egyetlen nyomot találtak: a benzintank fölötti részen egy 30-35 centiméteres „húzást”). A kerékpáros több hetet töltött kórházban, ahol – az orvosi zárójelentés szerint – tüdőgyulladást és fertőzést kapott. Másfél hónappal később a kerékpáros elhunyt: miután ez az információ tudomására jutott, Murányi Marcell azonnal lemondott főszerkesztői posztjáról.
A Pesti Központi Kerületi Bíróság 2016. május 23-án első fokon 1 év 8 hónap, végrehajtásában két évre felfüggesztett szabadságvesztés büntetést szabott ki Murányi Marcellre, továbbá 2 évre eltiltották a járművezetéstől. 2017-ben a másodfokú ítélet annyiban módosult, hogy a járművezetéstől való eltiltását 2 és fél évre növelték. A bíróságon bocsánatot kért.
A Népszabadság elhagyása után 2017-ig az MSZP kommunikációs igazgatója volt.
Utolsó munkahelye a Zugló Információs és Médiacsoport Kft. volt, ahol ügyvezetői pozíciót töltött be.
2021. március 14-én halt meg Budapesten, halálát hirtelen szívmegállás okozta.

## Kötetei
- Mindenevő fogyózás avagy A Murci-módszer; Medicina, Budapest, 2001
- Mindenevő fogyózás avagy A Murci-módszer; 2. javított kiadás; Medicina, Budapest, 2001
- Nincs több szivattyú avagy Ez is Murci-módszer; Medicina, Budapest, 2002
- Szex, celebek, politikusok. 3000 őrült nap a Blikk élén; XXI. Század, Budapest, 2014
- Apám, ez itt Horthy!; 21. Század, Budapest, 2016